# Live sommar 05
Live sommar 05 är ett samling låtar av Lars Winnerbäck & Hovet som släppte en låt för varje spelning under sommarturnén 2005. Låtarna fanns sedan endast till salu på Internet och såldes i samarbete med CDON.

## Låtlista
1. Dunkla rum, Vadstena 1 juli
2. Lycklig och förvånad, Växjö 2 juli
3. Åt samma håll, Sundsvall 7 juli
4. Kom ihåg mig, Helsingborg 8 juli
5. Det är visst nån som är tillbaka, Ronneby 10 juli
6. Nånting större, Borgholm 13 juli
7. Dom tomma stegen, Borgholm 13 juli
8. Pollenchock & stjärnfall, Västervik 14 juli
9. Nån annan, Arvika 15 juli
10. Gråa dagar, Säter 16 juli
11. Stort liv, Gävle 17 juli
12. Min älskling har ett hjärta av snö, Kristianstad 20 juli
13. Kom änglar, Göteborg 22 juli
14. Stackars, Lysekil 23 juli
15. Elegi, Mariestad 24 juli
16. Aldrig riktigt slut, Varberg 27 juli
17. Solen i ögonen, Piteå 29 juli
18. Elden, Östersund 30 juli
19. Av ingens frö, Trondheim 31 juli
20. För dig, Eskilstuna 5 augusti
21. Över gränsen, Halmstad 6 augusti
22. Faller, Malmö 7 augusti
23. Hugger i sten, Stockholm 10 augusti
24. Hjärter Dams sista sång, Stockholm 11 augusti
25. Kom, Finspång 13 augusti
26. Där elden falnar (men fortfarande glöder), Uppsala 14 augusti